# مارلون بروميس
مارلون بروميس (بالإنجليزية: Marlon Broomes)‏ (28 نوفمبر 1977 ببرمنغهام في المملكة المتحدة - ) هو لاعب كرة قدم بريطاني في مركز الدفاع. شارك مع منتخب إنجلترا تحت 20 سنة لكرة القدم ومنتخب إنجلترا تحت 21 سنة لكرة القدم. أما مع النوادي، فقد لعب مع بريستون نورث إيند وبلاكبيرن روفرز وستوك سيتي وسويندون تاون وشيفيلد وينزداي وغريمسبي تاون وكوينز بارك رينجرز ونادي بلاكبول ونادي ترانمير روفرز لكرة القدم وClitheroe F.C. ‏ ونادي ألترينتشام ونادي كرو ألكساندرا.

## وصلات خارجية
- مارلون بروميس على موقع إي إس بي إن إف سي (الإنجليزية)
- مارلون بروميس على موقع قاعدة بيانات كرة القدم.إي يو (الإنجليزية)
- مارلون بروميس على موقع Soccerbase.com (لاعب) (الإنجليزية)
- مارلون بروميس على موقع عالم كرة القدم.نت (الإنجليزية)